# Inledande omgångar i Svenska cupen i fotboll 2023/2024
Huvudartikel: Svenska cupen i fotboll 2023/2024. För damcupens inledande omgångar, se Inledande omgångar i Svenska cupen i fotboll för damer 2023/2024.
Inledande omgångar i Svenska cupen 2023/2024 inleddes den 23 maj och avslutades den 27 september 2023.

## Omgång 1

### Sammanfattning
| Första omgången – 64 deltagande klubblag | Första omgången – 64 deltagande klubblag | Första omgången – 64 deltagande klubblag |
| ---------------------------------------- | ---------------------------------------- | ---------------------------------------- |
| Lag 1                                    | Resultat                                 | Lag 2                                    |
| IFK Skövde                               | 00002–4 (e.f.)                           | Husqvarna FF                             |
| Torstorps IF                             | 0–3                                      | Smedby AIS                               |
| FC Rosengård                             | 1–0                                      | IFK Malmö                                |
| BK Höllviken                             | 00000–1 (e.f.)                           | Lunds BK                                 |
| Katrineholms SK                          | 00001–1 (e.f.) (5–4 str.)                | IFK Haninge                              |
| IFK Berga                                | 3–0                                      | Oskarshamns AIK                          |
| Sollentuna FK                            | 1–0                                      | Vasalunds IF                             |
| FBK Karlstad                             | 1–2                                      | Örebro Syrianska IF                      |
| FC Trollhättan                           | 4–3                                      | Ahlafors IF                              |
| Laholms FK                               | 1–2                                      | IFK Hässleholm                           |
| Göteborgs FF                             | 0–2                                      | Tvååkers IF                              |
| Korsnäs IF                               | 0–6                                      | Sandvikens IF                            |
| Rågsveds IF                              | 00001–1 (e.f.) (3–4 str.)                | IK Franke                                |
| IK Zenith                                | 2–1                                      | IK Oddevold                              |
| Torestorp-Älehulla FF                    | 00–11                                    | Falkenbergs FF                           |
| FC Gute                                  | 1–3                                      | IFK Stocksund                            |
| Täby FK                                  | 0–3                                      | Nordic United                            |
| Hässleholms IF                           | 00003–2 (e.f.)                           | Räppe GOIF                               |
| Karlbergs BK                             | 1–2                                      | Stockholm Internazionale                 |
| IFK Simrishamn                           | 0–5                                      | BK Olympic                               |
| Skå IK & Bygdegård                       | 0–4                                      | Österåker United                         |
| IFK Luleå                                | 00001–1 (e.f.) (5–4 str.)                | Skellefteå FF                            |
| Hudiksvalls FF                           | 7–0                                      | Gottne IF                                |
| Jönköpings BK                            | 5–1                                      | Hemgårdarnas BK                          |
| Tyresö FF                                | 00002–1 (e.f.)                           | IFK Uppsala                              |
| Lucksta IF                               | 00005–3 (e.f.)                           | IFK Östersund                            |
| Högsäters GF                             | 0–3                                      | IF Karlstad                              |
| Huddinge IF                              | 00001–2 (e.f.)                           | Dalkurd FF                               |
| IFK Karlshamn                            | 3–0                                      | Lindsdals IF                             |
| Roslagsbro IF                            | 00002–1 (e.f.)                           | FC Järfälla                              |
| Dalstorps IF                             | 00004–3 (e.f.)                           | Lindome GIF                              |
| Åsarp-Trädet FK                          | 1–3                                      | Jonsereds IF                             |

### Matcher
|             | 23 maj 2023 | IFK Skövde                                  | 0000 2 – 4 (e.fl.) | Husqvarna FF                                                          | Södermalms IP                               |                                             |
| 19:00 UTC+2 | 19:00 UTC+2 | Ahmad Abed Al Rahman 61′ Edin Salihovic 95′ | (0 – 0) Rapport    | 48′ Adam Rubin 92′ Adam Lindström Leister 118′, 120+1′ Albert Alsendi | Skövde Publik: 150 Domare: Ludvig Hallström | Skövde Publik: 150 Domare: Ludvig Hallström |
| 19:00 UTC+2 | 19:00 UTC+2 |                                             |                    |                                                                       | Skövde Publik: 150 Domare: Ludvig Hallström | Skövde Publik: 150 Domare: Ludvig Hallström |
| 19:00 UTC+2 | 19:00 UTC+2 |                                             |                    |                                                                       | Skövde Publik: 150 Domare: Ludvig Hallström | Skövde Publik: 150 Domare: Ludvig Hallström |

|             | 30 maj 2023 | Torstorps IF | 0 – 3           | Smedby AIS                                   | Rejmes Arena                                 |                                              |
| 19:00 UTC+2 | 19:00 UTC+2 |              | (0 – 2) Rapport | 27′ Markus Holm 45+1′, 86′ Emanuel Arvidsson | Finspång Publik: 117 Domare: Jasin Holmegren | Finspång Publik: 117 Domare: Jasin Holmegren |
| 19:00 UTC+2 | 19:00 UTC+2 |              |                 |                                              | Finspång Publik: 117 Domare: Jasin Holmegren | Finspång Publik: 117 Domare: Jasin Holmegren |
| 19:00 UTC+2 | 19:00 UTC+2 |              |                 |                                              | Finspång Publik: 117 Domare: Jasin Holmegren | Finspång Publik: 117 Domare: Jasin Holmegren |

|             | 30 maj 2023 | FC Rosengård        | 1 – 0           | IFK Malmö | Rosengårds IP                           |                                         |
| 19:00 UTC+2 | 19:00 UTC+2 | Yasin El Harrab 89′ | (0 – 0) Rapport |           | Malmö Publik: 270 Domare: Arianit Abazi | Malmö Publik: 270 Domare: Arianit Abazi |
| 19:00 UTC+2 | 19:00 UTC+2 |                     |                 |           | Malmö Publik: 270 Domare: Arianit Abazi | Malmö Publik: 270 Domare: Arianit Abazi |
| 19:00 UTC+2 | 19:00 UTC+2 |                     |                 |           | Malmö Publik: 270 Domare: Arianit Abazi | Malmö Publik: 270 Domare: Arianit Abazi |

|             | 31 maj 2023 | BK Höllviken | 0000 0 – 1 (e.fl.) | Lunds BK          | Höllvikens IP                           |                                         |
| 19:00 UTC+2 | 19:00 UTC+2 |              | (0 – 0) Rapport    | 110′ Rasmus Wendt | Höllviken Domare: Christoffer Södergren | Höllviken Domare: Christoffer Södergren |
| 19:00 UTC+2 | 19:00 UTC+2 |              |                    |                   | Höllviken Domare: Christoffer Södergren | Höllviken Domare: Christoffer Södergren |
| 19:00 UTC+2 | 19:00 UTC+2 |              |                    |                   | Höllviken Domare: Christoffer Södergren | Höllviken Domare: Christoffer Södergren |

|             | 6 juni 2023 | Katrineholms SK            | 0000 1 – 1 (e.fl.) | IFK Haninge     | Backavallen                                 |                                             |
| 14:00 UTC+2 | 14:00 UTC+2 | Blaise Sindjui 22′         | (1 – 1) Rapport    | 13′ Özgür Yasar | Katrineholm Publik: 200 Domare: Augin Melki | Katrineholm Publik: 200 Domare: Augin Melki |
| 14:00 UTC+2 | 14:00 UTC+2 |                            |                    |                 | Katrineholm Publik: 200 Domare: Augin Melki | Katrineholm Publik: 200 Domare: Augin Melki |
| 14:00 UTC+2 | 14:00 UTC+2 | Straffsparksläggning 5 – 4 |                    |                 | Katrineholm Publik: 200 Domare: Augin Melki | Katrineholm Publik: 200 Domare: Augin Melki |

|             | 6 juni 2023 | IFK Berga                                    | 3 – 0           | Oskarshamns AIK | Bergavik IP                                  |                                              |
| 15:00 UTC+2 | 15:00 UTC+2 | Peiman Eliassi 19′, 87′ Jerry Schylström 82′ | (1 – 0) Rapport |                 | Kalmar Publik: 285 Domare: Barech Afzal Khan | Kalmar Publik: 285 Domare: Barech Afzal Khan |
| 15:00 UTC+2 | 15:00 UTC+2 |                                              |                 |                 | Kalmar Publik: 285 Domare: Barech Afzal Khan | Kalmar Publik: 285 Domare: Barech Afzal Khan |
| 15:00 UTC+2 | 15:00 UTC+2 |                                              |                 |                 | Kalmar Publik: 285 Domare: Barech Afzal Khan | Kalmar Publik: 285 Domare: Barech Afzal Khan |

|             | 7 juni 2023 | Sollentuna FK       | 1 – 0           | Vasalunds IF | Sollentunavallen                                                   |                                                                    |
| 19:00 UTC+2 | 19:00 UTC+2 | Emil Stenstrand 44′ | (1 – 0) Rapport |              | Upplands Väsby och Sollentuna Publik: 200 Domare: Nael Ghazi Shabo | Upplands Väsby och Sollentuna Publik: 200 Domare: Nael Ghazi Shabo |
| 19:00 UTC+2 | 19:00 UTC+2 |                     |                 |              | Upplands Väsby och Sollentuna Publik: 200 Domare: Nael Ghazi Shabo | Upplands Väsby och Sollentuna Publik: 200 Domare: Nael Ghazi Shabo |
| 19:00 UTC+2 | 19:00 UTC+2 |                     |                 |              | Upplands Väsby och Sollentuna Publik: 200 Domare: Nael Ghazi Shabo | Upplands Väsby och Sollentuna Publik: 200 Domare: Nael Ghazi Shabo |

|             | 7 juni 2023 | FBK Karlstad              | 1 – 2           | Örebro Syrianska IF                | Örsholmens IP                               |                                             |
| 19:00 UTC+2 | 19:00 UTC+2 | Haytham Chebil 35′ (str.) | (1 – 1) Rapport | 11′ Grace Tanda 78′ Daniel Mushitu | Karlstad Publik: 215 Domare: Rasmus Ekelund | Karlstad Publik: 215 Domare: Rasmus Ekelund |
| 19:00 UTC+2 | 19:00 UTC+2 |                           |                 |                                    | Karlstad Publik: 215 Domare: Rasmus Ekelund | Karlstad Publik: 215 Domare: Rasmus Ekelund |
| 19:00 UTC+2 | 19:00 UTC+2 |                           |                 |                                    | Karlstad Publik: 215 Domare: Rasmus Ekelund | Karlstad Publik: 215 Domare: Rasmus Ekelund |

|             | 8 juni 2023 | FC Trollhättan                                           | 4 – 3           | Ahlafors IF                                                                  | Edsborgs IP                                     |                                                 |
| 18:00 UTC+2 | 18:00 UTC+2 | Kevin Liimatainen 16′ Adrian Helm 56′, 74′ Enoch Adu 78′ | (1 – 0) Rapport | 67′ Robin Clason 82′ Kristian Kocevski 90+2′ (sjm.) Liiban Abdirahman Abadid | Trollhättan Publik: 249 Domare: Niclas Karlsson | Trollhättan Publik: 249 Domare: Niclas Karlsson |
| 18:00 UTC+2 | 18:00 UTC+2 |                                                          |                 |                                                                              | Trollhättan Publik: 249 Domare: Niclas Karlsson | Trollhättan Publik: 249 Domare: Niclas Karlsson |
| 18:00 UTC+2 | 18:00 UTC+2 |                                                          |                 |                                                                              | Trollhättan Publik: 249 Domare: Niclas Karlsson | Trollhättan Publik: 249 Domare: Niclas Karlsson |

|             | 12 juni 2023 | Laholms FK        | 1 – 2           | IFK Hässleholm                  | Glänninge Park                              |                                             |
| 19:00 UTC+2 | 19:00 UTC+2  | Gjenis Zeqiri 87′ | (0 – 1) Rapport | 8′ Erjon Rama 86′ Linus Roslund | Laholm Publik: 145 Domare: Mattias Theander | Laholm Publik: 145 Domare: Mattias Theander |
| 19:00 UTC+2 | 19:00 UTC+2  |                   |                 |                                 | Laholm Publik: 145 Domare: Mattias Theander | Laholm Publik: 145 Domare: Mattias Theander |
| 19:00 UTC+2 | 19:00 UTC+2  |                   |                 |                                 | Laholm Publik: 145 Domare: Mattias Theander | Laholm Publik: 145 Domare: Mattias Theander |

|             | 13 juni 2023 | Göteborgs FF | 0 – 2           | Tvååkers IF                         | Majvallen                                     |                                               |
| 19:15 UTC+2 | 19:15 UTC+2  |              | (0 – 2) Rapport | 17′, 20′ Vilhelm Åkervall Stenqvist | Göteborg Publik: 206 Domare: Abdinaser Bashir | Göteborg Publik: 206 Domare: Abdinaser Bashir |
| 19:15 UTC+2 | 19:15 UTC+2  |              |                 |                                     | Göteborg Publik: 206 Domare: Abdinaser Bashir | Göteborg Publik: 206 Domare: Abdinaser Bashir |
| 19:15 UTC+2 | 19:15 UTC+2  |              |                 |                                     | Göteborg Publik: 206 Domare: Abdinaser Bashir | Göteborg Publik: 206 Domare: Abdinaser Bashir |

|             | 14 juni 2023 | Kornäs IF | 0 – 6           | Sandvikens IF                                                                                               | Lindvallen                   |                              |
| 19:00 UTC+2 | 19:00 UTC+2  |           | (0 – 1) Rapport | 19′ (str.), 88′ Lukas Vikgren 54′, 75′ Daniel Söderberg 60′ John Junior Igbarumah 83′ Jonathan Tesfay Habte | Falun Domare: Hannes Persson | Falun Domare: Hannes Persson |
| 19:00 UTC+2 | 19:00 UTC+2  |           |                 | | Falun Domare: Hannes Persson | Falun Domare: Hannes Persson |
| 19:00 UTC+2 | 19:00 UTC+2  |           |                 | | Falun Domare: Hannes Persson | Falun Domare: Hannes Persson |

|             | 20 juni 2023 | Rågsveds IF                                                            | 0000 1 – 1 (e.fl.)         | IK Franke                                                                            | Hagsätra IP                               |                                           |
| 19:30 UTC+2 | 19:30 UTC+2  | Aziz Ada 93′                                                           | (0 – 0) Rapport            | 117′ Carlos Jacinto                                                                  | Stockholm Publik: 120 Domare: Adli Assali | Stockholm Publik: 120 Domare: Adli Assali |
| 19:30 UTC+2 | 19:30 UTC+2  |                                                                        |                            |                                                                                      | Stockholm Publik: 120 Domare: Adli Assali | Stockholm Publik: 120 Domare: Adli Assali |
| 19:30 UTC+2 | 19:30 UTC+2  | Serta Gemici Aziz Ada Modou Gassama Karim Barka Hemgård Alexander Roka | Straffsparksläggning 3 – 4 | Mohamud Abdulkadir Abshir Jakob Rylander Filip Siljander Carlos Jacinto Daniel Hanna | Stockholm Publik: 120 Domare: Adli Assali | Stockholm Publik: 120 Domare: Adli Assali |

|             | 21 juni 2023 | IK Zenith                          | 2 – 1           | IK Oddevold       | Hovgårdsvallen                               |                                              |
| 19:00 UTC+2 | 19:00 UTC+2  | Gustav Norin 40′ Isaac Jonsson 78′ | (1 – 1) Rapport | 18′ Albion Vitija | Göteborg Publik: 480 Domare: Honraw Ghassali | Göteborg Publik: 480 Domare: Honraw Ghassali |
| 19:00 UTC+2 | 19:00 UTC+2  |                                    |                 |                   | Göteborg Publik: 480 Domare: Honraw Ghassali | Göteborg Publik: 480 Domare: Honraw Ghassali |
| 19:00 UTC+2 | 19:00 UTC+2  |                                    |                 |                   | Göteborg Publik: 480 Domare: Honraw Ghassali | Göteborg Publik: 480 Domare: Honraw Ghassali |

|             | 26 juni 2023 | Torestorp-Älekulla FF | 00 – 11         | Falkenbergs FF | Svansjövallen                            |                                          |
| 19:00 UTC+2 | 19:00 UTC+2  |                       | (0 – 4) Rapport | 3′, 69′, 77′, 86′ Remo Gotfredsen Grgic 6′ Tobias Helldén 9′ Wilhelm Ärlig 33′ Lucas Sibelius 62′ Elliot Hintsa 66′, 81′ Leonardo Farah Shahin 73′ Oliver Hintsa | Torestorp Publik: 367 Domare: Jure Sosic | Torestorp Publik: 367 Domare: Jure Sosic |
| 19:00 UTC+2 | 19:00 UTC+2  |                       |                 | | Torestorp Publik: 367 Domare: Jure Sosic | Torestorp Publik: 367 Domare: Jure Sosic |
| 19:00 UTC+2 | 19:00 UTC+2  |                       |                 | | Torestorp Publik: 367 Domare: Jure Sosic | Torestorp Publik: 367 Domare: Jure Sosic |

|             | 27 juni 2023 | FC Gute           | 1 – 3           | IFK Stocksund                                           | Gutavallen                             |                                        |
| 17:30 UTC+2 | 17:30 UTC+2  | Peter Öhman 90+1′ | (0 – 2) Rapport | 4′ Kalle Björklund 30′ Mattias Edeland 80′ Majkel Bagir | Visby Publik: 451 Domare: Lukas Wallin | Visby Publik: 451 Domare: Lukas Wallin |
| 17:30 UTC+2 | 17:30 UTC+2  |                   |                 |                                                         | Visby Publik: 451 Domare: Lukas Wallin | Visby Publik: 451 Domare: Lukas Wallin |
| 17:30 UTC+2 | 17:30 UTC+2  |                   |                 |                                                         | Visby Publik: 451 Domare: Lukas Wallin | Visby Publik: 451 Domare: Lukas Wallin |

|             | 27 juni 2023 | Täby FK | 0 – 3           | Nordic United                                                  | Tibblevallen                             |                                          |
| 19:00 UTC+2 | 19:00 UTC+2  |         | (0 – 2) Rapport | 40′ Nsima Peter 43′ (str.) Anas Al Asbahi 48′ Kgotso Masangane | Täby Publik: 205 Domare: Jasin Holmegren | Täby Publik: 205 Domare: Jasin Holmegren |
| 19:00 UTC+2 | 19:00 UTC+2  |         |                 |                                                                | Täby Publik: 205 Domare: Jasin Holmegren | Täby Publik: 205 Domare: Jasin Holmegren |
| 19:00 UTC+2 | 19:00 UTC+2  |         |                 |                                                                | Täby Publik: 205 Domare: Jasin Holmegren | Täby Publik: 205 Domare: Jasin Holmegren |

|             | 27 juni 2023 | Hässleholms IF                                                     | 0000 3 – 2 (e.fl.) | Räppe GOIF                                     | Österås IP                                     |                                                |
| 19:00 UTC+2 | 19:00 UTC+2  | Rahel Omed Nader 60′ Lucas Johnsson 65′ Casper Burehed 106′ (str.) | (0 – 2) Rapport    | 19′ Butrint Vllasalija 40′ Theodor Ingemarsson | Hässleholm Publik: 150 Domare: Pontus Karlsson | Hässleholm Publik: 150 Domare: Pontus Karlsson |
| 19:00 UTC+2 | 19:00 UTC+2  |                                                                    |                    |                                                | Hässleholm Publik: 150 Domare: Pontus Karlsson | Hässleholm Publik: 150 Domare: Pontus Karlsson |
| 19:00 UTC+2 | 19:00 UTC+2  |                                                                    |                    |                                                | Hässleholm Publik: 150 Domare: Pontus Karlsson | Hässleholm Publik: 150 Domare: Pontus Karlsson |

|             | 28 juni 2023 | Karlbergs BK    | 1 – 2           | Stockholm Internazionale        | Stadshagens IP                               |                                              |
| 19:00 UTC+2 | 19:00 UTC+2  | Ismail Okur 62′ | (0 – 2) Rapport | 38′ Ekin Bulut 43′ Dida Rashidi | Stockholm Publik: 500 Domare: Oscar Forsberg | Stockholm Publik: 500 Domare: Oscar Forsberg |
| 19:00 UTC+2 | 19:00 UTC+2  |                 |                 |                                 | Stockholm Publik: 500 Domare: Oscar Forsberg | Stockholm Publik: 500 Domare: Oscar Forsberg |
| 19:00 UTC+2 | 19:00 UTC+2  |                 |                 |                                 | Stockholm Publik: 500 Domare: Oscar Forsberg | Stockholm Publik: 500 Domare: Oscar Forsberg |

|             | 28 juni 2023 | IFK Simrishamn | 0 – 5           | BK Olympic                                                                                               | Korsavads IC                     |                                  |
| 19:00 UTC+2 | 19:00 UTC+2  |                | (0 – 1) Rapport | 44′ Kelvin Emmanuel Igbonekwu 48′ (str.) Bahrudin Atajić 78′, 84′ Mattias Andersson 90+4′ Mamadou Diagne | Simrishamn Domare: Stjepan Dodik | Simrishamn Domare: Stjepan Dodik |
| 19:00 UTC+2 | 19:00 UTC+2  |                |                 | | Simrishamn Domare: Stjepan Dodik | Simrishamn Domare: Stjepan Dodik |
| 19:00 UTC+2 | 19:00 UTC+2  |                |                 | | Simrishamn Domare: Stjepan Dodik | Simrishamn Domare: Stjepan Dodik |

|             | 28 juni 2023 | Skå IK & Bygdegård | 0 – 4           | Österåker United                                     | Svanängens IP                         |                                       |
| 20:00 UTC+2 | 20:00 UTC+2  |                    | (0 – 3) Rapport | 5′, 59′ Love Ahlberg 30′ (sjm.) 80′ Andreas Räisänen | Ekerö Publik: 428 Domare: Adli Assali | Ekerö Publik: 428 Domare: Adli Assali |
| 20:00 UTC+2 | 20:00 UTC+2  |                    |                 |                                                      | Ekerö Publik: 428 Domare: Adli Assali | Ekerö Publik: 428 Domare: Adli Assali |
| 20:00 UTC+2 | 20:00 UTC+2  |                    |                 |                                                      | Ekerö Publik: 428 Domare: Adli Assali | Ekerö Publik: 428 Domare: Adli Assali |

|             | 29 juni 2023 | IFK Luleå                                                                    | 0000 1 – 1 (e.fl.)         | Skellefteå FF                                                             | Nyabvallen                                 |                                            |
| 19:00 UTC+2 | 19:00 UTC+2  | Kenedy dos Santos 17′                                                        | (1 – 0) Rapport            | 64′ Elton Hedström                                                        | Luleå Publik: 224 Domare: Andreas Forsberg | Luleå Publik: 224 Domare: Andreas Forsberg |
| 19:00 UTC+2 | 19:00 UTC+2  |                                                                              |                            |                                                                           | Luleå Publik: 224 Domare: Andreas Forsberg | Luleå Publik: 224 Domare: Andreas Forsberg |
| 19:00 UTC+2 | 19:00 UTC+2  | William Olausson Martin Oscarsson Joshua Richards Henrik Drugge Luis Correia | Straffsparksläggning 5 – 4 | Alex Åman Linus Almqvist Ludvig Markgren Elton Hedström Samuel Degerstedt | Luleå Publik: 224 Domare: Andreas Forsberg | Luleå Publik: 224 Domare: Andreas Forsberg |

|             | 29 juni 2023 | Hudiksvalls FF                                                                             | 7 – 0           | Gottne IF | Glysis Sparbanken Arena                     |                                             |
| 19:00 UTC+2 | 19:00 UTC+2  | Axel Näsholm 27′ Cihan Sener 37′ Araya Zerai 40′, 90′ Hamse Nuur 73′ Johan Olsson 78′, 81′ | (3 – 0) Rapport |           | Hudiksvall Publik: 443 Domare: Håkan Modigh | Hudiksvall Publik: 443 Domare: Håkan Modigh |
| 19:00 UTC+2 | 19:00 UTC+2  |                                                                                            |                 |           | Hudiksvall Publik: 443 Domare: Håkan Modigh | Hudiksvall Publik: 443 Domare: Håkan Modigh |
| 19:00 UTC+2 | 19:00 UTC+2  |                                                                                            |                 |           | Hudiksvall Publik: 443 Domare: Håkan Modigh | Hudiksvall Publik: 443 Domare: Håkan Modigh |

|             | 29 juni 2023 | Jönköpings BK                                                | 5 – 1           | Hemgårdarnas BK            | Junebäckens IP                          |                                         |
| 19:00 UTC+2 | 19:00 UTC+2  | Lukas Bexell 4′, 81′ Anthony Bakic 12′ Lukas Bexell 73′, 79′ | (2 – 1) Rapport | 41′ (str.) Blend Ali Osman | Jönköping Publik: 80 Domare: Toni Galic | Jönköping Publik: 80 Domare: Toni Galic |
| 19:00 UTC+2 | 19:00 UTC+2  |                                                              |                 |                            | Jönköping Publik: 80 Domare: Toni Galic | Jönköping Publik: 80 Domare: Toni Galic |
| 19:00 UTC+2 | 19:00 UTC+2  |                                                              |                 |                            | Jönköping Publik: 80 Domare: Toni Galic | Jönköping Publik: 80 Domare: Toni Galic |

|             | 30 juni 2023 | Tyresö FF                            | 0000 2 – 1 (e.fl.) | IFK Uppsala        | Tyresövallen                               |                                            |
| 19:00 UTC+2 | 19:00 UTC+2  | Axel Spännare 82′ Wiking Brodsky 92′ | (0 – 0) Rapport    | 53′ Filip Carlsson | Stockholm Publik: 150 Domare: Joel Wessman | Stockholm Publik: 150 Domare: Joel Wessman |
| 19:00 UTC+2 | 19:00 UTC+2  |                                      |                    |                    | Stockholm Publik: 150 Domare: Joel Wessman | Stockholm Publik: 150 Domare: Joel Wessman |
| 19:00 UTC+2 | 19:00 UTC+2  |                                      |                    |                    | Stockholm Publik: 150 Domare: Joel Wessman | Stockholm Publik: 150 Domare: Joel Wessman |

|             | 1 juli 2023 | Lucksta IF                                                                     | 0000 5 – 3 (e.fl.) | IFK Östersund                          | Sörforsvallen                                  |                                                |
| 14:00 UTC+2 | 14:00 UTC+2 | Rabii Hamdan 18′, 96′ Erik Granat 30′ Abdulie Turay 111′ Sani Tahir Tahir 115′ | (2 – 0) Rapport    | 55′, 81′ Chidi Omeje 118′ Per Olofsson | Sundsvall Publik: 150 Domare: Thilip Nadarajah | Sundsvall Publik: 150 Domare: Thilip Nadarajah |
| 14:00 UTC+2 | 14:00 UTC+2 |                                                                                |                    |                                        | Sundsvall Publik: 150 Domare: Thilip Nadarajah | Sundsvall Publik: 150 Domare: Thilip Nadarajah |
| 14:00 UTC+2 | 14:00 UTC+2 |                                                                                |                    |                                        | Sundsvall Publik: 150 Domare: Thilip Nadarajah | Sundsvall Publik: 150 Domare: Thilip Nadarajah |

|             | 1 juli 2023 | Högsäters GF | 0 – 3           | IF Karlstad                                         | Genevi IP                                  |                                            |
| 13:00 UTC+2 | 13:00 UTC+2 |              | (0 – 1) Rapport | 40′, 88′ Filip Johansson Bahar 90+2′ Erik Björndahl | Högsäter Publik: 263 Domare: Martin Thorén | Högsäter Publik: 263 Domare: Martin Thorén |
| 13:00 UTC+2 | 13:00 UTC+2 |              |                 |                                                     | Högsäter Publik: 263 Domare: Martin Thorén | Högsäter Publik: 263 Domare: Martin Thorén |
| 13:00 UTC+2 | 13:00 UTC+2 |              |                 |                                                     | Högsäter Publik: 263 Domare: Martin Thorén | Högsäter Publik: 263 Domare: Martin Thorén |

|             | 1 juli 2023 | Huddinge IF             | 0000 1 – 2 (e.fl.) | Dalkurd FF            | Källbrinks IP                      |                                    |
| 14:00 UTC+2 | 14:00 UTC+2 | Joacim Corneliusson 33′ | (1 – 0) Rapport    | 67′, 98′ Rodin Deprem | Stockholm Domare: Nael Ghazi Shabo | Stockholm Domare: Nael Ghazi Shabo |
| 14:00 UTC+2 | 14:00 UTC+2 |                         |                    |                       | Stockholm Domare: Nael Ghazi Shabo | Stockholm Domare: Nael Ghazi Shabo |
| 14:00 UTC+2 | 14:00 UTC+2 |                         |                    |                       | Stockholm Domare: Nael Ghazi Shabo | Stockholm Domare: Nael Ghazi Shabo |

|             | 1 juli 2023 | IFK Karlshamn                            | 3 – 0           | Lindsdals IF | Vägga IP                       |                                |
| 14:00 UTC+2 | 14:00 UTC+2 | Shahin Feizi 47′, 83′ Karl Lindqvist 58′ | (0 – 0) Rapport |              | Karlshamn Domare: Fidan Hasani | Karlshamn Domare: Fidan Hasani |
| 14:00 UTC+2 | 14:00 UTC+2 |                                          |                 |              | Karlshamn Domare: Fidan Hasani | Karlshamn Domare: Fidan Hasani |
| 14:00 UTC+2 | 14:00 UTC+2 |                                          |                 |              | Karlshamn Domare: Fidan Hasani | Karlshamn Domare: Fidan Hasani |

|             | 1 juli 2023 | Roslagsbro IF                  | 0000 2 – 1 (e.fl.) | FC Järfälla  | Vårlyckan                                                    |                                                              |
| 16:00 UTC+2 | 16:00 UTC+2 | 31′ (sjm.) Oscar Eriksson 119′ | (1 – 1) Rapport    | 11′ Ali Khan | Norrtälje kommun Publik: 789 Domare: Martin Johansson Oberle | Norrtälje kommun Publik: 789 Domare: Martin Johansson Oberle |
| 16:00 UTC+2 | 16:00 UTC+2 |                                |                    |              | Norrtälje kommun Publik: 789 Domare: Martin Johansson Oberle | Norrtälje kommun Publik: 789 Domare: Martin Johansson Oberle |
| 16:00 UTC+2 | 16:00 UTC+2 |                                |                    |              | Norrtälje kommun Publik: 789 Domare: Martin Johansson Oberle | Norrtälje kommun Publik: 789 Domare: Martin Johansson Oberle |

|             | 1 juli 2023 | Dalstorps IF                                                    | 0000 4 – 3 (e.fl.) | Lindome GIF                                                    | Dalshov                                         |                                                 |
| 15:00 UTC+2 | 15:00 UTC+2 | Adrian Möller 38′ Samuel Möller 63′, 105′ Victor Gustafsson 92′ | (1 – 1) Rapport    | 17′ Ahmed Hussain 70′ Wilmer Persborn 105+1′ Alexander Nilsson | Dalstorp Publik: 250 Domare: Petter Seger Undén | Dalstorp Publik: 250 Domare: Petter Seger Undén |
| 15:00 UTC+2 | 15:00 UTC+2 |                                                                 |                    |                                                                | Dalstorp Publik: 250 Domare: Petter Seger Undén | Dalstorp Publik: 250 Domare: Petter Seger Undén |
| 15:00 UTC+2 | 15:00 UTC+2 |                                                                 |                    |                                                                | Dalstorp Publik: 250 Domare: Petter Seger Undén | Dalstorp Publik: 250 Domare: Petter Seger Undén |

|             | 2 juli 2023 | Åsarp-Trädet FK  | 1 – 3           | Jonsereds IF                                 | Åsarps IP                             |                                       |
| 17:00 UTC+2 | 17:00 UTC+2 | Adam Sjöberg 38′ | (1 – 0) Rapport | 56′, 88′ Rasmus Karlsson 83′ Pelle Jakobsson | Åsarp Publik: 50 Domare: Cavit Kinali | Åsarp Publik: 50 Domare: Cavit Kinali |
| 17:00 UTC+2 | 17:00 UTC+2 |                  |                 |                                              | Åsarp Publik: 50 Domare: Cavit Kinali | Åsarp Publik: 50 Domare: Cavit Kinali |
| 17:00 UTC+2 | 17:00 UTC+2 |                  |                 |                                              | Åsarp Publik: 50 Domare: Cavit Kinali | Åsarp Publik: 50 Domare: Cavit Kinali |

## Omgång 2

### Sammanfattning
| Andra omgången – 64 deltagande klubblag | Andra omgången – 64 deltagande klubblag | Andra omgången – 64 deltagande klubblag |
| --------------------------------------- | --------------------------------------- | --------------------------------------- |
| Lag 1                                   | Resultat                                | Lag 2                                   |
| Dalkurd FF                              | 0–3                                     | AIK                                     |
| Katrineholms SK                         | 0–3                                     | Degerfors IF                            |
| IFK Luleå                               | 2–1                                     | AFC Eskilstuna                          |
| Sollentuna FK                           | 0–1                                     | Gefle IF                                |
| Örebro Syrianska IF                     | 0–3                                     | Västerås SK                             |
| FC Rosengård                            | 0–3                                     | Helsingborgs IF                         |
| IFK Berga                               | 1–2                                     | IFK Värnamo                             |
| Hässleholms IF                          | 2–3                                     | Gais                                    |
| Roslagsbro IF                           | 0–5                                     | IF Brommapojkarna                       |
| Hudiksvalls FF                          | 0–2                                     | Hammarby IF                             |
| Sandvikens IF                           | 1–5                                     | Djurgårdens IF                          |
| FC Trollhättan                          | 0–4                                     | Landskrona BoIS                         |
| Dalstorps IF                            | 0–2                                     | Utsiktens BK                            |
| Tvååkers IF                             | 1–2                                     | Kalmar FF                               |
| IF Karlstad                             | 1–2                                     | Östersunds FK                           |
| Smedby AIS                              | 0–2                                     | Malmö FF                                |
| Tyresö FF                               | 1–2                                     | Örebro SK                               |
| IFK Stocksund                           | 0–2                                     | GIF Sundsvall                           |
| Stockholm Internazionale                | 00000–0 (e.f.) (3–4 str.)               | IK Brage                                |
| IK Franke                               | 0–5                                     | Skövde AIK                              |
| Nordic United                           | 3–0                                     | Jönköpings Södra IF                     |
| Lunds BK                                | 0–2                                     | IF Elfsborg                             |
| Falkenbergs FF                          | 1–2                                     | Östers IF                               |
| Jönköpings BK                           | 0–2                                     | Örgryte IS                              |
| IK Zenith                               | 0–1                                     | IFK Göteborg                            |
| Husqvarna FF                            | 0–2                                     | Trelleborgs FF                          |
| IFK Hässleholm                          | 0–4                                     | Halmstads BK                            |
| BK Olympic                              | 0–1                                     | Mjällby AIF                             |
| Lucksta IF                              | 0–6                                     | IFK Norrköping                          |
| IFK Karlshamn                           | 0–1                                     | Varbergs BoIS                           |
| Österåker United                        | 0–6                                     | IK Sirius                               |
| Jonsereds IF                            | 1–4                                     | BK Häcken                               |

### Matcher
|             | 16 augusti 2023 | Dalkurd FF | 0 – 3           | AIK                                               | Studenternas IP                            |                                            |
| 18:30 UTC+2 | 18:30 UTC+2     |            | (0 – 0) Rapport | 51′ Ioannis Pittas 56′ Taha Ayari 76′ Rui Modesto | Uppsala Publik: 2 415 Domare: Farouk Nehdi | Uppsala Publik: 2 415 Domare: Farouk Nehdi |
| 18:30 UTC+2 | 18:30 UTC+2     |            |                 |                                                   | Uppsala Publik: 2 415 Domare: Farouk Nehdi | Uppsala Publik: 2 415 Domare: Farouk Nehdi |
| 18:30 UTC+2 | 18:30 UTC+2     |            |                 |                                                   | Uppsala Publik: 2 415 Domare: Farouk Nehdi | Uppsala Publik: 2 415 Domare: Farouk Nehdi |

|             | 22 augusti 2023 | Katrineholms SK | 0 – 3           | Degerfors IF                                                           | Backavallen                          |                                      |
| 18:00 UTC+2 | 18:00 UTC+2     |                 | (0 – 0) Rapport | 63′ Gustav Lindgren 71′ Alexander Hedén Lindskog 90+3′ Elyas Bouzaiene | Katrineholm Domare: Vildan Gërxhaliu | Katrineholm Domare: Vildan Gërxhaliu |
| 18:00 UTC+2 | 18:00 UTC+2     |                 |                 |                                                                        | Katrineholm Domare: Vildan Gërxhaliu | Katrineholm Domare: Vildan Gërxhaliu |
| 18:00 UTC+2 | 18:00 UTC+2     |                 |                 |                                                                        | Katrineholm Domare: Vildan Gërxhaliu | Katrineholm Domare: Vildan Gërxhaliu |

|             | 22 augusti 2023 | IFK Luleå                           | 2 – 1           | AFC Eskilstuna     | Nyabvallen                                |                                           |
| 19:00 UTC+2 | 19:00 UTC+2     | Love Soini 19′ William Olausson 86′ | (1 – 0) Rapport | 52′ Oskar Lindberg | Luleå Publik: 379 Domare: Pontus Olofsson | Luleå Publik: 379 Domare: Pontus Olofsson |
| 19:00 UTC+2 | 19:00 UTC+2     |                                     |                 |                    | Luleå Publik: 379 Domare: Pontus Olofsson | Luleå Publik: 379 Domare: Pontus Olofsson |
| 19:00 UTC+2 | 19:00 UTC+2     |                                     |                 |                    | Luleå Publik: 379 Domare: Pontus Olofsson | Luleå Publik: 379 Domare: Pontus Olofsson |

|             | 22 augusti 2023 | Sollentuna FK | 0 – 1           | Gefle IF                 | Sollentunavallen                                               |                                                                |
| 19:00 UTC+2 | 19:00 UTC+2     |               | (0 – 1) Rapport | 9′ (str.) Antonio Yakoub | Upplands Väsby och Sollentuna Publik: 210 Domare: Tom Ghorbani | Upplands Väsby och Sollentuna Publik: 210 Domare: Tom Ghorbani |
| 19:00 UTC+2 | 19:00 UTC+2     |               |                 |                          | Upplands Väsby och Sollentuna Publik: 210 Domare: Tom Ghorbani | Upplands Väsby och Sollentuna Publik: 210 Domare: Tom Ghorbani |
| 19:00 UTC+2 | 19:00 UTC+2     |               |                 |                          | Upplands Väsby och Sollentuna Publik: 210 Domare: Tom Ghorbani | Upplands Väsby och Sollentuna Publik: 210 Domare: Tom Ghorbani |

|             | 22 augusti 2023 | Örebro Syrianska IF | 0 – 3           | Västerås SK                                | Mellringe IP                             |                                          |
| 19:00 UTC+2 | 19:00 UTC+2     |                     | (0 – 2) Rapport | 15′, 18′ Aly Coulibaly 57′ Anders Hellblom | Örebro Publik: 202 Domare: Enzo Vesprini | Örebro Publik: 202 Domare: Enzo Vesprini |
| 19:00 UTC+2 | 19:00 UTC+2     |                     |                 |                                            | Örebro Publik: 202 Domare: Enzo Vesprini | Örebro Publik: 202 Domare: Enzo Vesprini |
| 19:00 UTC+2 | 19:00 UTC+2     |                     |                 |                                            | Örebro Publik: 202 Domare: Enzo Vesprini | Örebro Publik: 202 Domare: Enzo Vesprini |

|             | 22 augusti 2023 | FC Rosengård | 0 – 3           | Helsingborgs IF                         | Malmö IP                                 |                                          |
| 19:00 UTC+2 | 19:00 UTC+2     |              | (0 – 1) Rapport | 22′ Amin Al-Hamawi 47′, 69′ Amar Muhsin | Malmö Publik: 893 Domare: Mohamed Rachid | Malmö Publik: 893 Domare: Mohamed Rachid |
| 19:00 UTC+2 | 19:00 UTC+2     |              |                 |                                         | Malmö Publik: 893 Domare: Mohamed Rachid | Malmö Publik: 893 Domare: Mohamed Rachid |
| 19:00 UTC+2 | 19:00 UTC+2     |              |                 |                                         | Malmö Publik: 893 Domare: Mohamed Rachid | Malmö Publik: 893 Domare: Mohamed Rachid |

|             | 22 augusti 2023 | IFK Berga          | 1 – 2           | IFK Värnamo                          | Bergavik IP                             |                                         |
| 19:00 UTC+2 | 19:00 UTC+2     | Peiman Eliassi 60′ | (0 – 0) Rapport | 74′ Albion Ademi 83′ Ajdin Zeljkovic | Kalmar Publik: 500 Domare: Rinon Hasani | Kalmar Publik: 500 Domare: Rinon Hasani |
| 19:00 UTC+2 | 19:00 UTC+2     |                    |                 |                                      | Kalmar Publik: 500 Domare: Rinon Hasani | Kalmar Publik: 500 Domare: Rinon Hasani |
| 19:00 UTC+2 | 19:00 UTC+2     |                    |                 |                                      | Kalmar Publik: 500 Domare: Rinon Hasani | Kalmar Publik: 500 Domare: Rinon Hasani |

|             | 22 augusti 2023 | Hässleholms IF          | 2 – 3           | Gais                                                 | Österås IP                             |                                        |
| 19:00 UTC+2 | 19:00 UTC+2     | Casper Burehed 28′, 30′ | (2 – 1) Rapport | 11′ Alexander Ahl Holmström 62′, 65′ Gustav Lundgren | Hässleholm Domare: Kristoffer Karlsson | Hässleholm Domare: Kristoffer Karlsson |
| 19:00 UTC+2 | 19:00 UTC+2     |                         |                 |                                                      | Hässleholm Domare: Kristoffer Karlsson | Hässleholm Domare: Kristoffer Karlsson |
| 19:00 UTC+2 | 19:00 UTC+2     |                         |                 |                                                      | Hässleholm Domare: Kristoffer Karlsson | Hässleholm Domare: Kristoffer Karlsson |

|             | 23 augusti 2023 | Roslagsbro IF | 0 – 5           | IF Brommapojkarna                                                                                     | Vårlyckans IP                         |                                       |
| 17:00 UTC+2 | 17:00 UTC+2     |               | (0 – 2) Rapport | 20′ Gustav Sandberg Magnusson 21′ Zeidane Inoussa 72′ Nikola Vasic 81′ Wilmer Odefalk 86′ Liam Jordan | Norrtälje kommun Domare: Farouk Nehdi | Norrtälje kommun Domare: Farouk Nehdi |
| 17:00 UTC+2 | 17:00 UTC+2     |               |                 | | Norrtälje kommun Domare: Farouk Nehdi | Norrtälje kommun Domare: Farouk Nehdi |
| 17:00 UTC+2 | 17:00 UTC+2     |               |                 | | Norrtälje kommun Domare: Farouk Nehdi | Norrtälje kommun Domare: Farouk Nehdi |

|             | 23 augusti 2023 | Hudiksvalls FF | 0 – 2           | Hammarby IF                              | Glysis Sparbanken Arena                          |                                                  |
| 18:00 UTC+2 | 18:00 UTC+2     |                | (0 – 1) Rapport | 32′ Viktor Dukanovic 63′ Marcus Rafferty | Hudiksvall Publik: 1 655 Domare: Edvin Sundkvist | Hudiksvall Publik: 1 655 Domare: Edvin Sundkvist |
| 18:00 UTC+2 | 18:00 UTC+2     |                |                 |                                          | Hudiksvall Publik: 1 655 Domare: Edvin Sundkvist | Hudiksvall Publik: 1 655 Domare: Edvin Sundkvist |
| 18:00 UTC+2 | 18:00 UTC+2     |                |                 |                                          | Hudiksvall Publik: 1 655 Domare: Edvin Sundkvist | Hudiksvall Publik: 1 655 Domare: Edvin Sundkvist |

|             | 23 augusti 2023 | Sandvikens IF             | 1 – 5           | Djurgårdens IF                                                                            | Jernvallen                                    |                                               |
| 18:00 UTC+2 | 18:00 UTC+2     | John Junior Igbarumah 31′ | (1 – 3) Rapport | 10′, 66′ Noel Milleskog 12′ Musa Gurbanli 45′ (str.) Marcus Danielson 90′ Haris Radetinac | Sandviken Publik: 2 583 Domare: Jasmin Svraka | Sandviken Publik: 2 583 Domare: Jasmin Svraka |
| 18:00 UTC+2 | 18:00 UTC+2     |                           |                 |                                                                                           | Sandviken Publik: 2 583 Domare: Jasmin Svraka | Sandviken Publik: 2 583 Domare: Jasmin Svraka |
| 18:00 UTC+2 | 18:00 UTC+2     |                           |                 |                                                                                           | Sandviken Publik: 2 583 Domare: Jasmin Svraka | Sandviken Publik: 2 583 Domare: Jasmin Svraka |

|             | 23 augusti 2023 | FC Trollhättan | 0 – 4           | Landskrona BoIS                                                                     | Edsborgs IP                                 |                                             |
| 18:00 UTC+2 | 18:00 UTC+2     |                | (0 – 1) Rapport | 36′ David Edvardsson 46′ Frederik Ihler 61′ Ousmane Diawara 81′ Kofi Fosuhene Asare | Trollhättan Publik: 503 Domare: Fikret Buqa | Trollhättan Publik: 503 Domare: Fikret Buqa |
| 18:00 UTC+2 | 18:00 UTC+2     |                |                 |                                                                                     | Trollhättan Publik: 503 Domare: Fikret Buqa | Trollhättan Publik: 503 Domare: Fikret Buqa |
| 18:00 UTC+2 | 18:00 UTC+2     |                |                 |                                                                                     | Trollhättan Publik: 503 Domare: Fikret Buqa | Trollhättan Publik: 503 Domare: Fikret Buqa |

|             | 23 augusti 2023 | Dalstorps IF | 0 – 2           | Utsiktens BK                      | Dalshov                                       |                                               |
| 18:00 UTC+2 | 18:00 UTC+2     |              | (0 – 2) Rapport | 33′ Paulo Marcelo 41′ Emir Bosnic | Dalstorp Publik: 350 Domare: Granit Maqedonci | Dalstorp Publik: 350 Domare: Granit Maqedonci |
| 18:00 UTC+2 | 18:00 UTC+2     |              |                 |                                   | Dalstorp Publik: 350 Domare: Granit Maqedonci | Dalstorp Publik: 350 Domare: Granit Maqedonci |
| 18:00 UTC+2 | 18:00 UTC+2     |              |                 |                                   | Dalstorp Publik: 350 Domare: Granit Maqedonci | Dalstorp Publik: 350 Domare: Granit Maqedonci |

|             | 23 augusti 2023 | Tvååkers IF        | 1 – 2           | Kalmar FF                            | Övrevi IP                      |                                |
| 18:00 UTC+2 | 18:00 UTC+2     | Isak Petersson 74′ | (0 – 0) Rapport | 51′ Melker Hallberg 62′ Noah Shamoun | Varberg Domare: Fredrik Oppong | Varberg Domare: Fredrik Oppong |
| 18:00 UTC+2 | 18:00 UTC+2     |                    |                 |                                      | Varberg Domare: Fredrik Oppong | Varberg Domare: Fredrik Oppong |
| 18:00 UTC+2 | 18:00 UTC+2     |                    |                 |                                      | Varberg Domare: Fredrik Oppong | Varberg Domare: Fredrik Oppong |

|             | 23 augusti 2023 | IF Karlstad        | 1 – 2           | Östersunds FK                        | Sola Arena                                     |                                                |
| 18:30 UTC+2 | 18:30 UTC+2     | Henk Van Schaik 3′ | (1 – 1) Rapport | 19′ Simon Marklund 85′ Calvin Kabuye | Karlstad Publik: 1 147 Domare: Richard Sundell | Karlstad Publik: 1 147 Domare: Richard Sundell |
| 18:30 UTC+2 | 18:30 UTC+2     |                    |                 |                                      | Karlstad Publik: 1 147 Domare: Richard Sundell | Karlstad Publik: 1 147 Domare: Richard Sundell |
| 18:30 UTC+2 | 18:30 UTC+2     |                    |                 |                                      | Karlstad Publik: 1 147 Domare: Richard Sundell | Karlstad Publik: 1 147 Domare: Richard Sundell |

|             | 23 augusti 2023 | Smedby AIS | 0 – 2           | Malmö FF                       | Prezero Arena                                            |                                                          |
| 18:30 UTC+2 | 18:30 UTC+2     |            | (0 – 0) Rapport | 65′ Søren Rieks 90+2′ Taha Ali | Norrköping Publik: 2 004 Domare: Andreas Dufva-Johansson | Norrköping Publik: 2 004 Domare: Andreas Dufva-Johansson |
| 18:30 UTC+2 | 18:30 UTC+2     |            |                 |                                | Norrköping Publik: 2 004 Domare: Andreas Dufva-Johansson | Norrköping Publik: 2 004 Domare: Andreas Dufva-Johansson |
| 18:30 UTC+2 | 18:30 UTC+2     |            |                 |                                | Norrköping Publik: 2 004 Domare: Andreas Dufva-Johansson | Norrköping Publik: 2 004 Domare: Andreas Dufva-Johansson |

|             | 23 augusti 2023 | Tyresö FF         | 1 – 2           | Örebro SK                         | Tyresövallen                                            |                                                         |
| 19:00 UTC+2 | 19:00 UTC+2     | Axel Spännare 39′ | (1 – 1) Rapport | 19′ Jake Larsson 71′ Samuel Kroon | Stockholm Publik: 1 000 Domare: Martin Johansson Oberle | Stockholm Publik: 1 000 Domare: Martin Johansson Oberle |
| 19:00 UTC+2 | 19:00 UTC+2     |                   |                 |                                   | Stockholm Publik: 1 000 Domare: Martin Johansson Oberle | Stockholm Publik: 1 000 Domare: Martin Johansson Oberle |
| 19:00 UTC+2 | 19:00 UTC+2     |                   |                 |                                   | Stockholm Publik: 1 000 Domare: Martin Johansson Oberle | Stockholm Publik: 1 000 Domare: Martin Johansson Oberle |

|             | 23 augusti 2023 | IFK Stocksund | 0 – 2           | GIF Sundsvall        | Danderyds Gymnasium            |                                |
| 19:00 UTC+2 | 19:00 UTC+2     |               | (0 – 2) Rapport | 9′, 37′ Elias Durmaz | Stockholm Domare: Teddy Dahlin | Stockholm Domare: Teddy Dahlin |
| 19:00 UTC+2 | 19:00 UTC+2     |               |                 |                      | Stockholm Domare: Teddy Dahlin | Stockholm Domare: Teddy Dahlin |
| 19:00 UTC+2 | 19:00 UTC+2     |               |                 |                      | Stockholm Domare: Teddy Dahlin | Stockholm Domare: Teddy Dahlin |

|             | 23 augusti 2023 | Stockholm Internazionale   | 0000 0 – 0 (e.fl.) | IK Brage | Hammarby IP                                |                                            |
| 19:00 UTC+2 | 19:00 UTC+2     |                            | Rapport            |          | Stockholm Publik: 545 Domare: Rambod Beigi | Stockholm Publik: 545 Domare: Rambod Beigi |
| 19:00 UTC+2 | 19:00 UTC+2     |                            |                    |          | Stockholm Publik: 545 Domare: Rambod Beigi | Stockholm Publik: 545 Domare: Rambod Beigi |
| 19:00 UTC+2 | 19:00 UTC+2     | Straffsparksläggning 3 – 4 |                    |          | Stockholm Publik: 545 Domare: Rambod Beigi | Stockholm Publik: 545 Domare: Rambod Beigi |

|             | 23 augusti 2023 | IK Franke | 0 – 5           | Skövde AIK                                                       | Råby IP                                 |                                         |
| 19:00 UTC+2 | 19:00 UTC+2     |           | (0 – 1) Rapport | 38′, 59′, 88′ Marc Agerborn 67′ David Frisk 81′ Oscar Lennerskog | Västerås Publik: 320 Domare: Ahmed Abid | Västerås Publik: 320 Domare: Ahmed Abid |
| 19:00 UTC+2 | 19:00 UTC+2     |           |                 |                                                                  | Västerås Publik: 320 Domare: Ahmed Abid | Västerås Publik: 320 Domare: Ahmed Abid |
| 19:00 UTC+2 | 19:00 UTC+2     |           |                 |                                                                  | Västerås Publik: 320 Domare: Ahmed Abid | Västerås Publik: 320 Domare: Ahmed Abid |

|             | 23 augusti 2023 | Nordic United                             | 3 – 0           | Jönköpings Södra IF | Södertälje Fotbollsarena                  |                                           |
| 19:00 UTC+2 | 19:00 UTC+2     | Nsima Peter 15′, 90+1′ Charbel Ceylan 75′ | (1 – 0) Rapport |                     | Södertälje Publik: 60 Domare: Odai Alwani | Södertälje Publik: 60 Domare: Odai Alwani |
| 19:00 UTC+2 | 19:00 UTC+2     |                                           |                 |                     | Södertälje Publik: 60 Domare: Odai Alwani | Södertälje Publik: 60 Domare: Odai Alwani |
| 19:00 UTC+2 | 19:00 UTC+2     |                                           |                 |                     | Södertälje Publik: 60 Domare: Odai Alwani | Södertälje Publik: 60 Domare: Odai Alwani |

|             | 23 augusti 2023 | Lunds BK | 0 – 2           | IF Elfsborg                     | Klostergårdens IP                        |                                          |
| 19:00 UTC+2 | 19:00 UTC+2     |          | (0 – 2) Rapport | 22′, 39′ Sveinn Aron Guðjohnsen | Lund Publik: 1 320 Domare: Oscar Johnson | Lund Publik: 1 320 Domare: Oscar Johnson |
| 19:00 UTC+2 | 19:00 UTC+2     |          |                 |                                 | Lund Publik: 1 320 Domare: Oscar Johnson | Lund Publik: 1 320 Domare: Oscar Johnson |
| 19:00 UTC+2 | 19:00 UTC+2     |          |                 |                                 | Lund Publik: 1 320 Domare: Oscar Johnson | Lund Publik: 1 320 Domare: Oscar Johnson |

|             | 23 augusti 2023 | Falkenbergs FF            | 1 – 2           | Östers IF                                             | Falcon Alkoholfri Arena                       |                                               |
| 19:00 UTC+2 | 19:00 UTC+2     | Remo Gotfredsen Grgic 38′ | (1 – 2) Rapport | 23′ Rúnar Thór Sigurgeirsson 45′ Adam Bergmark Wiberg | Falkenberg Publik: 711 Domare: Joakim Östling | Falkenberg Publik: 711 Domare: Joakim Östling |
| 19:00 UTC+2 | 19:00 UTC+2     |                           |                 |                                                       | Falkenberg Publik: 711 Domare: Joakim Östling | Falkenberg Publik: 711 Domare: Joakim Östling |
| 19:00 UTC+2 | 19:00 UTC+2     |                           |                 |                                                       | Falkenberg Publik: 711 Domare: Joakim Östling | Falkenberg Publik: 711 Domare: Joakim Östling |

|             | 23 augusti 2023 | Jönköpings BK | 0 – 2           | Örgryte IS                           | Stadsparksvallen                               |                                                |
| 19:00 UTC+2 | 19:00 UTC+2     |               | (0 – 0) Rapport | 47′ Viktor Lundberg 77′ Amel Mujanic | Jönköping Publik: 458 Domare: George Jansizian | Jönköping Publik: 458 Domare: George Jansizian |
| 19:00 UTC+2 | 19:00 UTC+2     |               |                 |                                      | Jönköping Publik: 458 Domare: George Jansizian | Jönköping Publik: 458 Domare: George Jansizian |
| 19:00 UTC+2 | 19:00 UTC+2     |               |                 |                                      | Jönköping Publik: 458 Domare: George Jansizian | Jönköping Publik: 458 Domare: George Jansizian |

|             | 23 augusti 2023 | IK Zenith | 0 – 2           | IFK Göteborg                        | Hovgårdsvallen                              |                                             |
| 19:00 UTC+2 | 19:00 UTC+2     |           | (0 – 1) Rapport | 17′ Vilmer Tyrén 70′ Astrit Selmani | Göteborg Publik: 4 041 Domare: Philip Lindh | Göteborg Publik: 4 041 Domare: Philip Lindh |
| 19:00 UTC+2 | 19:00 UTC+2     |           |                 |                                     | Göteborg Publik: 4 041 Domare: Philip Lindh | Göteborg Publik: 4 041 Domare: Philip Lindh |
| 19:00 UTC+2 | 19:00 UTC+2     |           |                 |                                     | Göteborg Publik: 4 041 Domare: Philip Lindh | Göteborg Publik: 4 041 Domare: Philip Lindh |

|             | 23 augusti 2023 | Husqvarna FF | 0 – 2           | Trelleborgs FF                        | Vapenvallen                                    |                                                |
| 19:00 UTC+2 | 19:00 UTC+2     |              | (0 – 1) Rapport | 38′ Jesper Dickman 73′ Mohammed Saeid | Huskvarna Publik: 355 Domare: Jovan Krsmanovic | Huskvarna Publik: 355 Domare: Jovan Krsmanovic |
| 19:00 UTC+2 | 19:00 UTC+2     |              |                 |                                       | Huskvarna Publik: 355 Domare: Jovan Krsmanovic | Huskvarna Publik: 355 Domare: Jovan Krsmanovic |
| 19:00 UTC+2 | 19:00 UTC+2     |              |                 |                                       | Huskvarna Publik: 355 Domare: Jovan Krsmanovic | Huskvarna Publik: 355 Domare: Jovan Krsmanovic |

|             | 23 augusti 2023 | IFK Hässleholm | 0 – 4           | Halmstads BK                                      | Österås IP                      |                                 |
| 19:00 UTC+2 | 19:00 UTC+2     |                | (0 – 0) Rapport | 64′, 78′ Jack Cooper Love 68′, 72′ Viktor Granath | Hässleholm Domare: Adi Aganovic | Hässleholm Domare: Adi Aganovic |
| 19:00 UTC+2 | 19:00 UTC+2     |                |                 |                                                   | Hässleholm Domare: Adi Aganovic | Hässleholm Domare: Adi Aganovic |
| 19:00 UTC+2 | 19:00 UTC+2     |                |                 |                                                   | Hässleholm Domare: Adi Aganovic | Hässleholm Domare: Adi Aganovic |

|             | 23 augusti 2023 | BK Olympic | 0 – 1           | Mjällby AIF     | Malmö IP                     |                              |
| 19:00 UTC+2 | 19:00 UTC+2     |            | (0 – 0) Rapport | 86′ Mamudo Moro | Malmö Domare: Kaspar Sjöberg | Malmö Domare: Kaspar Sjöberg |
| 19:00 UTC+2 | 19:00 UTC+2     |            |                 |                 | Malmö Domare: Kaspar Sjöberg | Malmö Domare: Kaspar Sjöberg |
| 19:00 UTC+2 | 19:00 UTC+2     |            |                 |                 | Malmö Domare: Kaspar Sjöberg | Malmö Domare: Kaspar Sjöberg |

|             | 24 augusti 2023 | Lucksta IF | 0 – 6           | IFK Norrköping | Sörforsvallen                                   |                                                 |
| 18:00 UTC+2 | 18:00 UTC+2     |            | (0 – 2) Rapport | 9′, 20′ Carl Björk 72′ Ísak Andri Sigurgeirsson 75′ Vito Hammershøy-Mistrati 82′ Stephen Bolma 87′ Kevin Höög Jansson | Sundsvall Publik: 849 Domare: Magnus Römo Mella | Sundsvall Publik: 849 Domare: Magnus Römo Mella |
| 18:00 UTC+2 | 18:00 UTC+2     |            |                 | | Sundsvall Publik: 849 Domare: Magnus Römo Mella | Sundsvall Publik: 849 Domare: Magnus Römo Mella |
| 18:00 UTC+2 | 18:00 UTC+2     |            |                 | | Sundsvall Publik: 849 Domare: Magnus Römo Mella | Sundsvall Publik: 849 Domare: Magnus Römo Mella |

|             | 24 augusti 2023 | IFK Karlshamn | 0 – 1           | Varbergs BoIS    | Vägga IP                                |                                         |
| 18:00 UTC+2 | 18:00 UTC+2     |               | (0 – 1) Rapport | 44′ Filipe Sissé | Karlshamn Publik: 525 Domare: Per Melin | Karlshamn Publik: 525 Domare: Per Melin |
| 18:00 UTC+2 | 18:00 UTC+2     |               |                 |                  | Karlshamn Publik: 525 Domare: Per Melin | Karlshamn Publik: 525 Domare: Per Melin |
| 18:00 UTC+2 | 18:00 UTC+2     |               |                 |                  | Karlshamn Publik: 525 Domare: Per Melin | Karlshamn Publik: 525 Domare: Per Melin |

|             | 24 augusti 2023 | Österåker United | 0 – 6           | IK Sirius                                                                                                | Österåkers Friidrottsarena                   |                                              |
| 19:00 UTC+2 | 19:00 UTC+2     |                  | (0 – 4) Rapport | 4′, 54′ André Alsanati 19′ Herman Sjögrell 27′ Wessam Abou Ali 37′ Henrik Castegren 90′ August Ljungberg | Åkersberga Publik: 714 Domare: Erik Mattsson | Åkersberga Publik: 714 Domare: Erik Mattsson |
| 19:00 UTC+2 | 19:00 UTC+2     |                  |                 | | Åkersberga Publik: 714 Domare: Erik Mattsson | Åkersberga Publik: 714 Domare: Erik Mattsson |
| 19:00 UTC+2 | 19:00 UTC+2     |                  |                 | | Åkersberga Publik: 714 Domare: Erik Mattsson | Åkersberga Publik: 714 Domare: Erik Mattsson |

|             | 27 september 2023 | Jonsereds IF       | 1 – 4           | BK Häcken                                                   | Jonsereds IP                                   |                                                |
| 18:30 UTC+2 | 18:30 UTC+2       | Linus Carestam 52′ | (0 – 1) Rapport | 19′, 90′ Pontus Dahbo 76′ Momodou Sonko 90′ Edward Chilufya | Jonsered Publik: 1 860 Domare: Magnus Lindgren | Jonsered Publik: 1 860 Domare: Magnus Lindgren |
| 18:30 UTC+2 | 18:30 UTC+2       |                    |                 |                                                             | Jonsered Publik: 1 860 Domare: Magnus Lindgren | Jonsered Publik: 1 860 Domare: Magnus Lindgren |
| 18:30 UTC+2 | 18:30 UTC+2       |                    |                 |                                                             | Jonsered Publik: 1 860 Domare: Magnus Lindgren | Jonsered Publik: 1 860 Domare: Magnus Lindgren |